# Hideo Azuma
Hideo Azuma (jap. 吾妻 ひでお Azuma Hideo; * 6. Februar 1950 in Urahoro, Hokkaidō, Japan; † 13. Oktober 2019) war ein japanischer Manga-Zeichner.

## Leben
Mit sechzehn Jahren begann Hideo Azuma, mit Bleistiften Yonkoma-Manga zu zeichnen. Nachdem er für kurze Zeit bei einer Druckerei in Tokio gearbeitet hatte, wurde er Assistent des Manga-Zeichners Rentarō Itai. Diesen nannte er später gemeinsam mit Osamu Tezuka, Shōtarō Ishinomori und dem Schriftsteller Yasutaka Tsutsui als maßgeblichen Einfluss.
Seinen ersten Comic als professioneller Zeichner veröffentlichte er im Dezember 1969 mit Ringside Crazy (リングサイド) im Manga-Magazin Manga Ō. Nach kürzeren Arbeiten für Magazine wie Shōnen Sunday und Terebi Magazine brachte er von 1972 bis 1976 mit Futari to 5-nin (ふたりと5人) im Magazin Shōnen Champion eine zwölf Bücher umfassende Serie heraus, die damit sein bislang längstes Werk darstellt. Azumas Werke aus dieser Zeit, laut Jaqueline Berndt „verspielte und neuartige Gag-Manga“, richteten sich allesamt an Jungen und waren somit der Shōnen-Gattung zuzuordnen.
Ab Mitte der 1970er-Jahre wandte er sich mit Comics im Magazin Princess auch an eine weibliche Zielgruppe. In diesem Magazin publizierte er von 1977 bis 1979 die Serie Olympus no Pollon (オリンポスのポロン), die 1982 als 46-teiliger Anime umgesetzt wurde. Aufgrund der Anime-Verfilmung gestaltete Azuma für das 100-ten Comic-Magazin ab 1982 eine neue Fassung des Mangas. In Olympus no Pollon nimmt der Zeichner Elemente aus der griechischen und der japanischen Mythologie als Rahmen für die Handlung; die Titelfigur Pollon ist die kleine Tochter des Gottes Apollon und will, wenn sie erwachsen ist, eine schöne Göttin sein.
Gegen Ende der 1970er-Jahre konzentrierte sich Azuma auf Science-Fiction-Mangas mit absurden Handlungen für kleinere Magazine wie Manga Shōnen und Ryū. Berndt beschrieb diese als „rätselhaft-spektakuläre Nonsens-Phantasien“. Zu diesen zählen das 1978 veröffentlichte Fujōri Nikki (不条理日記), für das er im Folgejahr den Seiun-Preis gewann, und Kyōran Sei'unki aus dem Jahr 1979. Im Magazin Just Comic erschien von 1980 bis 1985 die Magical-Girl-Serie Nanako SOS (ななこSOS) über ein Mädchen von einem anderen Planeten, das auf der Erde bruchlandet, dabei sein Gedächtnis verliert, aber seine Superkräfte behält. Nanako SOS wurde 1983 als Anime-Fernsehserie in 39 Episoden umgesetzt.
Anfang der 1980er-Jahre wurde er mit pornografischen Mangas, in denen Sex mit minderjährigen Mädchen dargestellt wurde, zu einem Wegbereiter des Lolicon-Genres. Azumas Lolicon-Mangas – darunter Junbungaku Series (純文学シリーズ) und Hizashi – wurden in Magazinen wie Shōjo Alice veröffentlicht, die über Automaten verkauft wurden.

## Der Ausreißer
Im November 1989 brach Azuma aufgrund von Leistungsdruck all seine laufenden Serien ab und lief von seiner Familie und seiner Arbeit weg, um, nach einem gescheiterten Suizidversuch, als Obdachloser zu leben. Im Februar 1990 wurde er von der Polizei gefunden. Im April 1992 verschwand er erneut und versuchte sich wieder als Obdachloser, mietete sich dann jedoch eine Wohnung und nahm einen Job als Bauarbeiter an. Erst im März 1993 wurde er wiedergefunden. Eine Zeit lang führte er seine Arbeit als Bauarbeiter fort, kehrte dann jedoch zum Zeichnen zurück. 1998 wurde er wegen seiner Alkoholsucht zum Entzug gezwungen.
Über die Erlebnisse mit dem zweimaligen Verschwinden und der Alkoholkrankheit schrieb er den Comicband Der Ausreißer (失踪日記, Shissō Nikki), der 2005 beim Verlag East Press erschien. Dieser Manga wurde mit dem Großen Manga-Preis auf dem Japan Media Arts Festival, dem Osamu-Tezuka-Kulturpreis und dem Preis der Vereinigung japanischer Comiczeichner ausgezeichnet und ins Französische, Englische, Spanische und Deutsche übersetzt. Obwohl die beschriebenen Erlebnisse traumatisch für den Zeichner waren, ist der Zeichen- und Erzählstil eher humorvoll gehalten. Er meinte dazu: „Dieser Manga nimmt eine positive Weltsicht ein und ist vom Stil her funny, denn zuviel Realismus hält der Mensch nicht aus“.